# Говоров Володимир Леонідович
Володимир Леонідович Говоров (нар. 18 жовтня 1924, місто Одеса — 13 серпня 2006, місто Москва) — радянський військовий діяч, командувач військ Прибалтійського і Московського військових округів, головнокомандувач військ Далекого Сходу, головний інспектор Міністерства оборони СРСР — заступник міністра оборони СРСР, начальник Цивільної оборони СРСР — заступник міністра оборони СРСР, генерал армії (28.10.1977). Кандидат у члени ЦК КПРС у 1976—1981 роках. Член ЦК КПРС у 1981—1990 роках. Депутат Верховної Ради СРСР 8—11-го скликань. Народний депутат СРСР (1989—1991). Герой Радянського Союзу (17.10.1984).

## Життєпис
Народився в родині військового Леоніда Говорова.
У Червоній армії з 1942 року. У 1943 році закінчив прискорений курс Рязанського артилерійського училища. Учасник німецько-радянської війни з жовтня 1943 року. Воював на Ленінградському та 2-му Прибалтійському фронтах: командиром вогневого взводу, командиром артилерійської батареї.
Член ВКП(б) з 1946 року.
У 1946 році закінчив Вищу офіцерську артилерійську школу. У 1946 році служив командиром артилерійського дивізіону.
У 1946—1949 роках — слухач Військової академії імені Фрунзе.
У 1949—1952 роках — заступник командира механізованого полку Прибалтійського військового округу в місті Черняховськ Калінінградської області. З 1953 року — командир механізованого полку 11-ї армії Прибалтійського військового округу, з вересня 1955 року — начальник штабу — заступник командира механізованої дивізії Прибалтійського військового округу.
З вересня 1958 по червень 1961 року — командир 57-ї гвардійської мотострілецької дивізії 8-ї гвардійської армії Групи радянських військ у Німеччині.
У 1961—1963 роках — слухач Військової академії Генерального штабу, яку закінчив із золотою медаллю.
З вересня 1963 року — начальник штабу — 1-й заступник командувача 2-ї гвардійської танкової армії Групи радянських військ у Німеччині.
У липні 1967 — травні 1969 року — командувач 2-ї гвардійської танкової армії Групи радянських військ у Німеччині.
28 травня 1969 — червень 1971 року — 1-й заступник головнокомандувача Групи радянських військ у Німеччині.
У червні 1971 — липні 1972 року — командувач військ Прибалтійського військового округу.
У липні 1972 — листопаді 1980 року — командувач військ Московського військового округу та начальник гарнізону міста Москви.
У листопаді 1980 — червні 1984 року — головнокомандувач військ Далекого Сходу. До складу військ входили Забайкальський і Далекосхідний військові округи, Тихоокеанський флот, а також 41-а армія, розташована на території Монгольської Народної Республіки.
У червні 1984 — серпні 1986 року — головний інспектор Міністерства оборони СРСР — заступник міністра оборони СРСР.
Указом Президії Верховної Ради СРСР від 17 жовтня 1984 року за великий внесок у справу підвищення бойової готовності військ, вміле керівництво частинами, з'єднаннями і об'єднаннями, особисту мужність і відвагу, проявлені в боротьбі з німецько-фашистськими загарбниками в роки Великої Вітчизняної війни, і в зв'язку з 60-річчям від дня народження генералу армії Говорову Володимиру Леонідовичу присвоєно звання Героя Радянського Союзу з врученням ордена Леніна і медалі «Золота Зірка».
У серпні 1986 — серпні 1991 року — начальник Цивільної оборони СРСР — заступник міністра оборони СРСР.
З січня 1992 року — у відставці в Москві.
З липня 1994 року — голова Комітету загальноросійської громадської організації ветеранів війни. З 2001 року — голова Російського комітету ветеранів війни і військової служби. Був членом Громадської палати Російської Федерації (2005—2006), почесним віце-президентом Всесвітньої федерації ветеранів війни.
Помер 13 серпня 2006 року. Похований в Москві на Новодівочому цвинтарі.

## Військові звання
- полковник
- генерал-майор (6.05.1961)
- генерал-лейтенант (25.12.1967)
- генерал-полковник (29.04.1970)
- генерал армії (28.10.1977)

## Нагороди
- Герой Радянського Союзу (17.10.1984)
- два ордени Леніна (1980, 17.10.1984)
- орден Вітчизняної війни І ст. (1985)
- орден Вітчизняної війни ІІ ст. (1944)
- два ордени Червоного Прапора (1967, 1972)
- орден «За службу Батьківщині у Збройних Силах СРСР» ІІ ст. (1983)
- орден «За службу Батьківщині у Збройних Силах СРСР» ІІІ ст. (1975)
- орден «За заслуги перед Вітчизною» IІІ ст. (Російська Федерація) (19.10.1999)
- орден Пошани (Російська Федерація) (2004)
- орден Дружби (Російська Федерація) (25.11.1994)
- орден «9 вересня 1944 року» з мечами (Болгарія)
- медалі
- Почесний громадянин міста Улан-Уде